# Mikael Judas
Michael Cole (Greenville, South Carolina, 25 juli 1974), beter bekend als Mikael Judas, is een Amerikaans professioneel worstelaar. Cole is actief in de Total Nonstop Action Wrestling (TNA) onder zijn ringnaam Murphy.

## In worstelen
- Finishers
  - El Crucifejo (Crucifix Powerbomb)
  - Assisted Suicide (Pumphandle slam)
- Signature moves
  - Diving lariat
  - Running arched big boot
- Met Gunner
  - Sidewalk slam (Murphy) / Diving elbow drop (Gunner) combinatie
- Managers
  - Jeff G. Bailey
  - Mr. Cid Istic
- Bijnamen
  - "The Priest of Punishment"
  - "One Man Mafia"
- Entree theme
  - "Sacrifice"

## Kampioenschappen en prestaties
- CWF
  - CWF Heavyweight Championship (1 keer)
- EWC
  - EWC Hardcore Championship (1 keer)
- International Wrestling Association
  - IWA World Heavyweight Championship (1 keer)
- National Wrestling Alliance
  - NWA Wildside Tag Team Championship (1 keer met Azrieal)
  - NWA Anarchy Heavyweight Championship (2 keer)
  - NWA Wildside Future Star (2004)
- Pro Wrestling Evolution
  - PWE Heavyweight Championship (1 keer)
- Pro Wrestling Illustrated
  - PWI rangeerde hem #153 van de 500 beste singles worstelaars in de PWI 500 in 2010
- SCW
  - SCW Tag Team Championship (1 keer)
- UWF
  - UWF Heavyweight Championship (2 keer)
  - UWF Tag Team Championship (2 keer)
- World Wrestling Council
  - WWC Heavyweight Championship (3 keer)
  - WWC Tag Team Championship (2 keer)
  - WWC Rookie of the Year (2000)
  - WWC Wrestler of the Year (2000)
  - WWC Tag Team of the Year (2001)
  - WWC Wrestler of the Year (2001)
- Prijzen
  - Georgia Wrestler of the Month (mei 2004)
  - Top 50 Georgia Wrestlers in 2004: #20
  - Georgia Wrestler of the Month (juli 2005)
  - Top 50 Georgia Wrestlers in 2005: #5